# Semaforo di Piombino
Il semaforo di Piombino è un semaforo marittimo dismesso del Canale di Piombino che si trova sulle prime propaggini collinari sud-orientali del promontorio di Piombino, in posizione dominante rispetto al porto di Piombino.

## Storia
L'infrastruttura venne fatta costruire dalla Regia Marina tra la fine dell'Ottocento e gli inizi del Novecento, nel medesimo periodo in cui vennero attivate numerose altre postazioni semaforiche tra la costa della Toscana meridionale e le isole dell'arcipelago toscano.
Presso la postazione era presente un fanale per l'illuminazione notturna della costa in prossimità del promontorio e del principale porto di Piombino.
L'infrastruttura militare era dotata anche di antenne per la trasmissione e la ricezione radiofonica e telegrafica nell'ambito delle comunicazioni con i natanti in transito lungo il canale di Piombino e con le postazioni situate lungo la costa orientale dell'isola d'Elba.
Nel corso della seconda guerra mondiale la struttura venne munita di aerofono per l'identificazione di velivoli militari in avvicinamento alla città, oltre ad essere dotata di artiglieria antiaerea e antinavale; in quegli anni l'infrastruttura divenne il comando dei presidi distaccati di Montecaselli, Salivoli e Punta Falcone che vennero allestiti per la difesa della città, e fu di conseguenza duramente impegnata nel corso della battaglia di Piombino del 10-11 settembre 1943 tra italiani e tedeschi.
Nella seconda metà del Novecento venne decisa la definitiva dismissione dell'infrastruttura militare, proprio negli stessi anni in cui venivano chiuse anche altre postazioni semaforiche nella vicina isola d'Elba. A seguito della definitiva dismissione del semaforo, l'unico faro monumentale rimasto attivo a Piombino è il faro della Rocchetta in piazza Bovio; contemporaneamente nell'area portuale sono stati attivati moderni fanali metallici moderni maggiormente funzionali per il traffico marittimo.
Dell'originario complesso si conservano i ruderi dell'edificio principale e di alcuni fabbricati disposti attorno ad esso, che in passato ospitavano le abitazioni del personale ed alcuni depositi, tra i quali anche quello di munizioni e armi.
L'edificio che ospitava l'infrastruttura semaforica propriamente detta si presenta costituito da due corpi di fabbrica a pianta quadrangolare addossati tra loro, di cui uno principale disposto su due livelli che culmina con una torretta sommitale. Le pareti dell'intero complesso si presentano in muratura, dove si aprono finestre rettangolari. Sulla torretta è ancora visibile un radar abbandonato, mentre di fianco ad essa è ancora presente un'antenna.
Presso il semaforo era attiva anche la stazione meteorologica di Piombino del Servizio meteorologico dell'Aeronautica Militare, gestita dal personale della Marina Militare, che rimase attiva fino al 31 maggio 1959, data in cui venne decisa la definitiva dismissione dell'infrastruttura semaforica piombinese e il trasferimento al nuovo teleposto di Monte Calamita, sull'isola d'Elba, sia dell'osservatorio meteorologico che degli uffici per l'assistenza alla navigazione aerea e al controllo del traffico aereo.
Recentemente l'ex area demaniale è stata acquisita dal Comune di Piombino con l'obiettivo di recuperare il complesso.
Nell'area esterna al complesso si trova il monumento ai caduti in mare.